# 400 mètres haies féminin aux Jeux olympiques d'été de 1996
Navigation
Barcelone 1992 Sydney 2000
L'épreuve du 400 mètres haies féminin aux Jeux olympiques de 1996 s'est déroulée du 28 au 31 juillet 1996 au Centennial Olympic Stadium d'Atlanta, aux États-Unis.  Elle est remportée par la Jamaïcaine Deon Hemmings.

## Résultats

### Finale
| Rang               | Athlète             | Pays       | Temps   | Notes |
| ------------------ | ------------------- | ---------- | ------- | ----- |
| Médaille d'or      | Deon Hemmings       | Jamaïque   | 52 s 82 | OR    |
| Médaille d'argent  | Kim Batten          | États-Unis | 53 s 08 |       |
| Médaille de bronze | Tonja Buford-Bailey | États-Unis | 53 s 22 |       |
| 4                  | Debbie-Ann Parris   | Jamaïque   | 53 s 97 |       |
| 5                  | Heike Meissner      | Allemagne  | 54 s 03 |       |
| 6                  | Rosey Edeh          | Canada     | 54 s 39 |       |
| 7                  | Ionela Tirlea       | Roumanie   | 54 s 40 |       |
| 8                  | Silvia Rieger       | Allemagne  | 54 s 57 |       |

## Légende
Records et Performances
- AR : Record continental (area record)
- CR : Record des championnats (championship record)
- MR : Record du meeting (meet record)
- NR : Record national (national record)
- OR : Record olympique (olympic record)
- PR : Record paralympique (paralympic record)
- PB : Record personnel (personal best)
- SB : Meilleure performance personnelle de la saison (season's best)
- WL : Meilleure performance mondiale de l'année (world leader)
- WJR : Record du monde junior (world junior record)
- WR : Record du monde (world record)

Circonstances et Conditions
- DNF : N'a pas terminé (did not finish)
- DNS : N'a pas pris le départ (did not start)
- DQ : Disqualification (disqualification)
- NM : Aucun essai valable enregistré (No Mark)
- Q : Qualifié « directement » au prochain tour (ou à la prochaine compétition), lors d'une compétition majeure, grâce au classement ou à la réalisation des minima (automatic qualifier)
- q : Qualifié au prochain tour (ou à la prochaine compétition), lors d'une compétition majeure, grâce au repêchage ou à la réalisation de l'une des meilleures performances parmi celles des « non qualifiés directement » (grâce au meilleur temps ou à la meilleure distance par exemple) (secondary qualifier)